# Patristicum

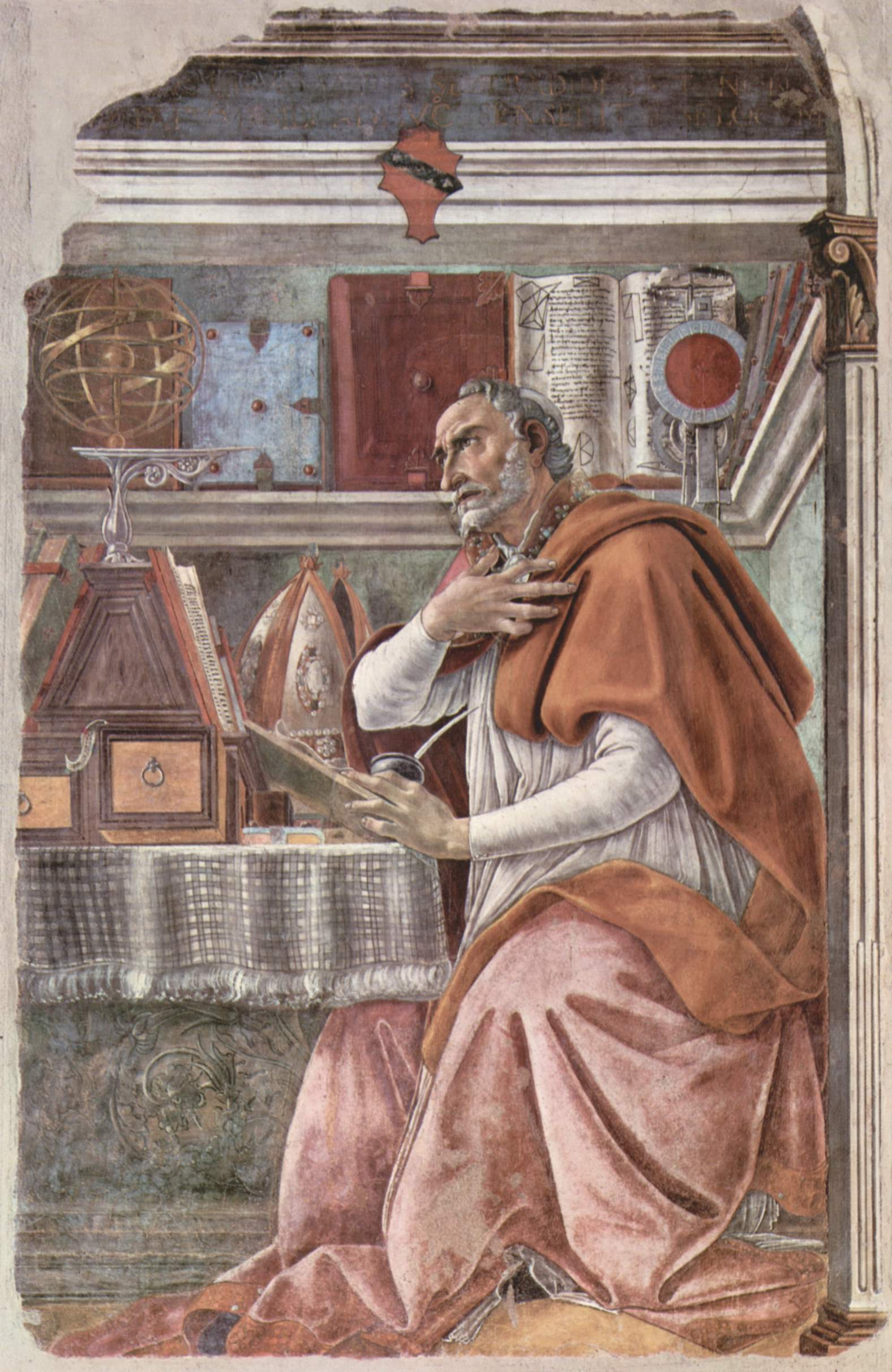
Santo Agostinho, em cuja homenagem foi instituído o Instituto Patrístico.

O Patristicum, oficialmente Pontifício Instituto Patrístico Agostiniano ( em latim: Pontificium Institutum Patristicum Augustinianum ), é um instituto pontifício de Roma, sob a tutela da Ordem de Santo Agostinho. É um instituto incorporado da Pontifícia Universidade Lateranense.  É responsável pelo estudo da teologia patrística, da história e da teologia dos Padres da Igreja.

## História
O Patristicum é considerado uma continuação direta do Studium Generale do século XIV em Roma, que pertencia à ordem agostiniana, mais tarde ao lado da Biblioteca Angelica. Foi fundado pelos agostinianos e mantém o nome de Santo Agostinho em sua homenagem. Em 1873 as duas instituições foram separadas e o precursor do Instituto mudou-se para a sua atual localização na Via Paulo VI, em Roma. 
Em novembro de 1989, o instituto foi formalmente estabelecido sob a Congregação para a Educação Católica. Em 2023, o Papa Francisco concedeu ao instituto o título de “Pontifício”.  Seu atual presidente é o Rev. Giuseppe Caruso, O.S.A. 

## Publicações
Augustinianum é o jornal revisado por pares do Instituto. Foi publicado desde 1961. Publica dois números por ano contendo pesquisas originais e resenhas relacionadas ao estudo da literatura cristã antiga e dos Padres da Igreja. Em 2010, o Instituto anunciou planos de disponibilizar a revista eletronicamente, e todos os números já estão disponíveis online. 